# Lijst van General Motors-fabrieken

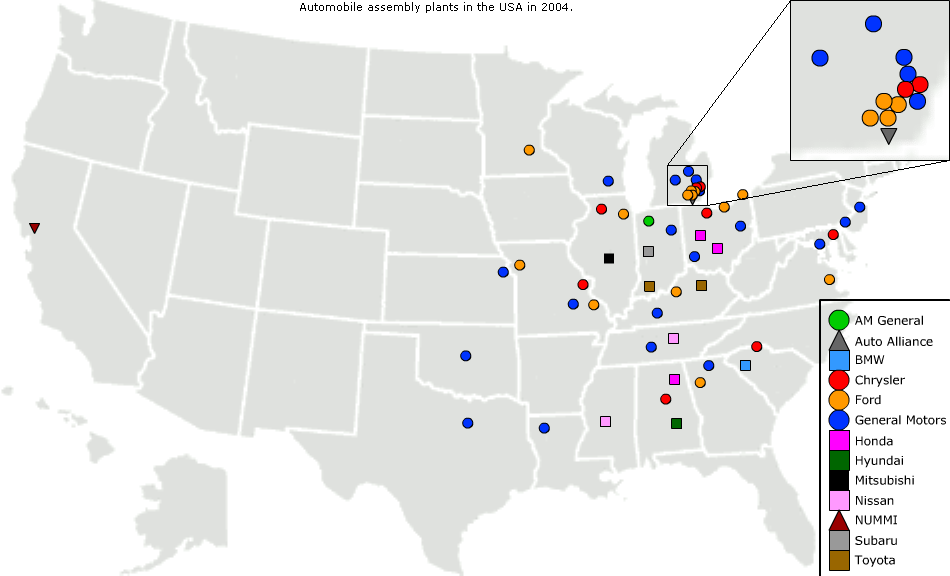
Blauwe cirkels: assemblagefabrieken van General Motors in de VS.

Hieronder een wereldwijd overzicht van de huidige en vroegere fabrieken
van de Amerikaanse automobielmultinational
General Motors.

## Fabrieken
| Naam                                          | Plaats               | Land                | Product(en) | Informatie |
| --------------------------------------------- | -------------------- | ------------------- | --- | --- |
| Azambuja Assembly                             | Azambuja             | Portugal            | De fabriek werd geopend in 1959 en gesloten in 2006. | Het laatste model dat hier gemaakt werd is de Opel Combo, de productie werd na de sluiting overgebracht naar Zaragoza.                                                    |
| Ellesmere Port Assembly                       | Ellesmere Port       | Verenigd Koninkrijk | Opel Astra 5-deurs ('09) Opel Astra 5-deurs, Break, GTC | Vanaf 2010 worden hier ook de nieuwe Astra Sports Tourer en Van gemaakt en in 2011 zou de Opel Ampera volgen. De fabriek werd geopend in 1962.                            |
| General Motors Belgium                        | Antwerpen            | België              | Opel Astra, Opel Vectra, Chevrolet, Vauxhall, Saturn | Geopend in 1924. Gesloten in 2010. |
| Gliwice Assembly                              | Gliwice              | Polen               | Opel Astra 5-deurs ('09) Opel Astra Sedan Opel Astra Classic Opel Zafira Opel Cascada                                                                                         | De fabriek werd geopend in 1998. |
| Opel Bochum Werk                              | Bochum               | Duitsland           | Opel Astra 5-deurs en Break Opel Zafira | In Bochum worden ook overbrengingen en onderdelen gemaakt. Geopend in 1962. Gesloten in 2014.                                                                             |
| Opel Eisenach Werk                            | Eisenach             | Duitsland           | Opel Corsa 3-deurs, Opel Adam | Eisenach krijgt vanaf januari meer eenheden van de Corsa. De fabriek werd geopend in 1990.                                                                                |
| Renault Usine de Batilly (SOVAB)              | Batilly              | Frankrijk           | Opel Movano Renault Master, Renault Mascott Nissan Interstar | Batilly produceert vanaf 2010 ook de opvolgers van deze modellen. |
| Wilmington Assembly                           | Wilmington, Delaware | Verenigde Staten    | Pontiac Solstice Saturn Sky Opel GT Daewoo G2X | General Motors staakte de productie in 2009 en op het einde van dat jaar nam Fisker de fabriek over. De fabriek werd geopend in 1947.                                     |
| Opel Zaragoza                                 | Zaragoza             | Spanje              | Opel Corsa 3-deurs, 5-deurs, Van Opel Meriva Opel Combo | Zaragoza zal vanaf 2010 minder Corsa's produceren, maar krijgt in datzelfde jaar wel opnieuw de productie van de nieuwe Meriva en Combo. De fabriek werd geopend in 1982. |
| October 6th City Assembly                     | Caïro                | Egypte              | Opel Astra, Opel Corsa, Opel Vectra, Isuzu N-Series, Isuzu Rodeo, Isuzu TF-Series                                                                                             | |
| Allison Transmission                          | Indianapolis         | Verenigde Staten    | Overbrengingen | Geopend in 1915. Gekocht in 1929. Verkocht in 2007. |
| Arica Assembly                                | Arica                | Chili               | Chevrolet LUV | Heropend in 1974. |
| Arlington Assembly                            | Arlington            | Verenigde Staten    | Cadillac Escalade, Chevrolet Suburban, Chevrolet Tahoe, GMC Yukon (-XL) | Geopend in 1954. |
| Baltimore Assembly                            | Baltimore            | Verenigde Staten    | Chevrolet Astro, Chevrolet Monte Carlo, GMC Safari | Geopend in 1935. Gesloten in 2005. |
| Barcelona Assembly                            | Barcelona            | Spanje              | Opel Vivaro | |
| Bay City Assembly                             | Bay City             | Verenigde Staten    | Motoren | Geopend in 1916. |
| Bedford Foundry                               | Bedford              | Verenigde Staten    | Overbrengingen | Geopend in 1942. |
| Bogotá Assembly                               | Bogota               | Colombia            | Chevrolet Alto, Chevrolet Corsa, Chevrolet Esteem, Chevrolet Kodiak, Chevrolet LUV, Chevrolet N-Series, Chevrolet Sprint, GMC Jimmy, Suzuki Super Carry, Suzuki Swift, bussen | |
| Bowling Green Assembly                        | Bowling Green        | Verenigde Staten    | Cadillac XLR, Chevrolet Corvette | Geopend in 1981. |
| Buick City                                    | Flint                | Verenigde Staten    | Buick LeSabre, Pontiac Bonneville | Geopend in 1904. Gesloten in 1999. |
| CAMI Automotive                               | Ingersoll            | Canada              | Chevrolet Equinox, Pontiac SV6, Pontiac Torrent, Suzuki XL-7 | Geopend in 1988. |
| Changwon Assembly                             | Kyungsang            | Zuid-Korea          | Daewoo Damas, Daewoo Labo, Daewoo Matiz | |
| Daewoo Incheon Motor Company                  | Bupyung              | Zuid-Korea          | Chevrolet Aveo, Daewoo Kalos, Daewoo Magnus | |
| Dandenong Assembly                            | Victoria             | Australië           | Holden | Geopend in 1956. |
| Defiance Foundry                              | Defiance             | Verenigde Staten    | Motoren | Geopend in 1948. |
| Detroit Cadillac                              | Detroit              | Verenigde Staten    | | |
| Detroit Truck Assembly                        | Detroit              | Verenigde Staten    | Bussen, vrachtwagens | |
| Detroit/Hamtramck Assembly                    | Hamtramck            | Verenigde Staten    | Buick Lucerne, Cadillac DTS | Geopend in 1985. |
| Doraville Assembly                            | Doraville            | Verenigde Staten    | Buick Terraza, Chevrolet Uplander, Pontiac SV6, Saturn Relay | Geopend in 1947. Gesloten in 2008. |
| Elizabeth Assembly                            | Adelaide             | Australië           | Holden Adventra, Holden Berlina, Holden Calais, Holden Caprice, Holden Commodore, Holden Crewman, Holden Monaro, Holden One Tonner, Holden Statesman, Holden Ute              | Geopend in 1960. |
| Fairfax Assembly                              | Fairfax              | Verenigde Staten    | | Geopend in 1947. Gesloten in 1986. |
| Fairfax II Assembly                           | Fairfax              | Verenigde Staten    | Buick LaCrosse, Chevrolet Malibu, Saturn Aura | Geopend in 1987. |
| Flint Engine South                            | Flint                | Verenigde Staten    | Motoren | Geopend in 2000. |
| Flint East                                    | Flint                | Verenigde Staten    | Auto-onderdelen | Nu bij Delphi Corporation. |
| Flint Metal Center                            | Flint                | Verenigde Staten    | Metaalonderdelen | Geopend in 1954. |
| Flint North                                   | Flint                | Verenigde Staten    | Motoren, aandrijvingen | Geopend in 1905. Gesloten in 2008. |
| Flint Tool & Die                              | Flint                | Verenigde Staten    | | Geopend in 1967. |
| Flint Truck Assembly                          | Flint                | Verenigde Staten    | Chevrolet Medium Duty, Chevrolet Heavy Duty | Geopend in 1947. |
| Fort Wayne Assemlby                           | Fort Wayne           | Verenigde Staten    | Chevrolet Silverado, GMC Sierra | Geopend in 1986. |
| Framingham Assembly                           | Framingham           | Verenigde Staten    | Motoronderdelen | Geopend in 1947. Gesloten in 1989. |
| Fremont Assembly                              | Fremont              | Verenigde Staten    | Chevrolet Nova, Geo Prizm, Pontiac Vibe, Toyota | Geopend in 1960. Deel van NUMMI sinds 1984. |
| Fujisawa Assembly                             | Fujisawa             | Japan               | Chevrolet LUV | Behoort tot Isuzu. |
| General Motors Diesel Division                | Londen               | Canada              | Bussen, locomotieven | Geopend in 1950. Verkocht in 2005. Nu Electro-Motive Diesel |
| General Motors Diesel Division Saint-Eustache | Saint-Eustache       | Canada              | Bussen | Geopend in 1974. In 1987 verkocht aan Motor Coach Industries. Nu bij Nova Bus.                                                                                            |
| GM Daewoo Vietnam Auto & Technology           | Hanoi                | Vietnam             | Daewoo Lanos, Daewoo Magnus, Daewoo Nubira | |
| GM-AvtoVAZ                                    | Togliatti            | Rusland             | Chevrolet Niva, Chevrolet Viva | Geopend in 2002. |
| GMM Luton Vehicles                            | Luton                | Verenigd Koninkrijk | Opel Vivaro, Vauxhall Vivaro, Nissan Primastar, Renault Trafic | |
| GMPT Fredericksburg                           | Fredericksburg       | Verenigde Staten    | | Geopend in 1979. |
| Grand Blanc Metal Center                      | Grand Blanc          | Verenigde Staten    | Metaalonderdelen | Geopend in 1942. |
| Grand Rapids Metal Center                     | Grand Rapids         | Verenigde Staten    | Metaalonderdelen | Geopend in 1936. |
| Graz Assembly                                 | Graz                 | Oostenrijk          | Saab 9-3 Cabrio | |
| Gunsan Assembly                               | Jeolla               | Zuid-Korea          | Daewoo Lacetti, Daewoo Rezzo | |
| Indianapolis Metal Center                     | Indianapolis         | Verenigde Staten    | Metaalonderdelen | Geopend in 1930. |
| Iwata Assembly                                | Iwata                | Japan               | | |
| Janesville Assembly                           | Janesville           | Verenigde Staten    | Chevrolet Suburban, Chevrolet Tahoe, Chevrolet Tiltmaster, GMC Forward, GMC Yukon (-XL)                                                                                       | Geopend in 1919. |
| Kawasaki Assembly                             | Kawasaki             | Japan               | | |
| Kosai Assembly                                | Kosai                | Japan               | | |
| Lakewood Assembly                             | Lakewood             | Verenigde Staten    | Buick Estate Wagon, Chevrolet Caprice Classic, Oldsmobile Custom Cruiser | Geopend in 1927. Gesloten in 1990. |
| Lansing C                                     | Lansing              | Verenigde Staten    | | |
| Lansing Car Body Assembly                     | Lansing              | Verenigde Staten    | Carrosserieën | Geopend in 1920. Gesloten in 2005. |
| Lansing Car Chassis Assembly                  | Lansing              | Verenigde Staten    | Chassis | Geopend in 1902. Gesloten in 2005. |
| Lansing Craft Centre                          | Lansing              | Verenigde Staten    | Chevrolet SSR | Geopend in 1987. Gesloten in 2006. |
| Lancing Delta Township Assembly               | Delta Township       | Verenigde Staten    | Buick Enclave, GMC Acadia, Saturn Outlook | Geopend in 2006. |
| Lansing Grand River Assembly                  | Lansing              | Verenigde Staten    | Cadillac CTS, Cadillac STS, Cadillac SRX | Geopend in 2001. |
| Lansing Metal Center                          | Lansing              | Verenigde Staten    | Metaalonderdelen | Geopend in 1952. Gesloten in 2006. |
| Lansing O                                     | Lansing              | Verenigde Staten    | | |
| Leeds Assembly                                | Leeds                | Verenigde Staten    | Buick Skyhawk, Chevrolet Cavalier, Oldsmobile Firenza | Gesloten in 1988. |
| Linden Assembly                               | Linden               | Verenigde Staten    | Buick Riviera, Cadillac Eldorado, Chevrolet Blazer, GMC Jimmy, Oldsmobile Toronado                                                                                            | Gesloten in 2005. |
| Livonia Engine                                | Livonia              | Verenigde Staten    | Motoren | Geopend in 1971. |
| London Assembly                               | Londen               | Canada              | | |
| Lordstown Assembly                            | Lordstown            | Verenigde Staten    | Chevrolet Cobalt, Pontiac G5 Pursuit | Geopend in 1966. |
| Mansfield Metal Center                        | Mansfield            | Verenigde Staten    | Metaalonderdelen | Geopend in 1955. |
| Marion Metal Center                           | Marion               | Verenigde Staten    | Metaalonderdelen | Geopend in 1956. |
| Massena Castings                              | Massena              | Verenigde Staten    | Motorblokken | Geopend in 1959. Ligt stil in 2008. |
| Moraine Assembly                              | Moraine              | Verenigde Staten    | Buick Rainier, Chevrolet TrailBlazer, GMC Envoy, Isuzu Ascender, Saab 9-7X | Geopend in 1951. |
| Norwich Assembly                              | Norwich              | Verenigd Koninkrijk | Vauxhall Speedster, Vauxhall VX220 | |
| Norwood Assembly                              | Norwood              | Verenigde Staten    | Chevrolet Bel Air, Chevrolet Camaro, Pontiac Firebird | Geopend in 1923. Gesloten in 1987. |
| Oklahoma City Assemlby                        | Oklahoma City        | Verenigde Staten    | Chevrolet TrailBlazer EXT, GMC Envoy XL, Isuzu Ascender | Geopend in 1979. Gesloten in 2006. |
| Omnibus BB                                    | Quito                | Ecuador             | Chevrolet Corsa, Chevrolet Forsa, Chevrolet LUV, Isuzu Rodeo, Suzuki Grand Vitara, Suzuki Vitara, bussen                                                                      | |
| Orion Assembly                                | Orion                | Verenigde Staten    | Pontiac G6 | Geopend in 1983. Zal gesloten worden in 2012. |
| Oshawa Car Assembly                           | Oshawa               | Canada              | Buick Allure, Buick LaCrosse, Chevrolet Camaro, Chevrolet Impala, Chevrolet Monte Carlo, Pontiac Grand Prix                                                                   | Geopend in 1953. Mogelijke sluiting in 2008. |
| Oshawa Metal                                  | Oshawa               | Canada              | Buick Century, Buick Regal, Chevrolet Monte Carlo, Pontiac Grand Prix | |
| Oshawa Truck Assembly                         | Oshawa               | Canada              | Chevrolet Silverado, GMC Sierra | Geopend in 1965. |
| Parma Metal Center                            | Parma                | Verenigde Staten    | Metaalonderdelen | Geopend in 1948. |
| Performance Build Center                      | Wixom                | Verenigde Staten    | Motoren | Geopend in 2004. |
| Petone Assembly                               | Petone               | Nieuw-Zeeland       | | Geopend in 1926. Gesloten in 1984. |
| Pittsburgh Metal                              | Pitssburgh           | Verenigde Staten    | Metaalonderdelen | Geopend in 1949. Gesloten in 2007. |
| Pontiac Assembly                              | Pontiac              | Verenigde Staten    | Chevrolet Silverado, GMC Sierra | |
| Pontiac Assembly Center                       | Pontiac              | Verenigde Staten    | Chevrolet Silverado, GMC Sierra | Geopend in 1972. |
| Pontiac Metal Center                          | Pontiac              | Verenigde Staten    | Metaalonderdelen | Geopend in 1929. |
| Port Melbourne Assembly                       | Port Melbourne       | Australië           | Motoren, hoofdkantoor Holden | Geopend in 1936. |
| Ramos Arizpe Assembly                         | Ramos Arizpe         | Mexico              | Chevrolet C2, Chevrolet HHR, Saturn VUE | Geopend in 1981. |
| Rayong Assembly                               | Rayong               | Thailand            | Chevrolet Colorado, Holden Viva, Isuzu i-Series, Opel Zafira | |
| Romulus Engine                                | Romulus              | Verenigde Staten    | Motoren | Geopend in 1976. |
| Romulus Transmission                          | Romulus              | Verenigde Staten    | Overbrengingen | Geopend in 1995. |
| Rosario Assembly                              | Rosario              | Argentinië          | Chevrolet Corsa, Suzuki Grand Vitara | Geopend in 1997. |
| Rüsselsheim Assembly                          | Rüsselsheim          | Duitsland           | Opel Signum, Opel Vectra, Opel Insignia | Geopend in 1929. |
| Saginaw Malleable Iron                        | Saginaw              | Verenigde Staten    | staal | Geopend in 1919. Gesloten in 2007. |
| Saginaw Metal Casting Operations              | Saginaw              | Verenigde Staten    | Metaalonderdelen | Geopend in 1919. |
| Saint Therese Assembly                        | Sainte-Therese       | Canada              | Chevrolet Camaro, Pontiac Firebird | Geopend in 1966. Gesloten in 2002. |
| São Caetano do Sul Assembly                   | São Caetano do Sul   | Brazilië            | Chevrolet Astra, Chevrolet Corsa Classic/Pickup, Chevrolet Vectra | Geopend in 1930. |
| São José dos Campos Assembly                  | São José dos Campos  | Brazilië            | Chevrolet Blazer, Chevrolet Meriva, Chevrolet Montana, Chevrolet New Corsa, Chevrolet S-10, Chevrolet Zafira                                                                  | |
| Scarborough Van Assembly                      | Scarborough          | Canada              | bestelwagens | Geopend in 1963. Gesloten in 1993. Overgebracht naar Flint Truck Assembly.                                                                                                |
| Shreveport Operations                         | Shreveport           | Verenigde Staten    | Chevrolet Colorado, GMC Canyon, Hummer H3, Isuzu i-Series | Geopend in 1981. |
| Silao Assembly                                | Silao                | Mexico              | Cadillac Escalade ESV/EXT, Chevrolet Avalanche, Chevrolet Suburban, GMC Yukon XL                                                                                              | Geopend in 1994. |
| South Gate Assembly                           | South Gate           | Verenigde Staten    | Cadillac Cimarron, Chevrolet Caprice, Chevrolet Cavalier, Chevrolet Impala | Geopend in 1936. Gesloten in 1982. |
| Spring Hill Manufacturing                     | Spring Hill          | Verenigde Staten    | Saturn ION, Saturn VUE | Geopend in 1990. |
| St. Catharines Engine                         | St. Catharines       | Canada              | | Geopend in 1954. |
| St. Eustache Assembly                         | Saint-Eustache       | Canada              | | |
| St. Louis Truck Assembly                      | St. Louis            | Verenigde Staten    | Bussen, trucks | |
| Stuandale Assembly                            | Port Elizabeth       | Zuid-Afrika         | Chevrolet Astra, Chevrolet Corsa, Isuzu F-Series, Isuzu N-Series, Isuzu TF-Series                                                                                             | |
| Tarrytown Truck Assembly                      | Tarrytown            | Verenigde Staten    | Buick Century, Pontiac Bonneville, Pontiac Trans Sport | |
| Tillsonburg Assembly                          | Tillsonburg          | Canada              | | |
| Toledo Transmission                           | Toledo               | Verenigde Staten    | Overbrengingen | Geopend in 1956. |
| Toluca Assembly                               | Toluca               | Mexico              | Chevrolet Medium Duty | Geopend in 1994. |
| Tonawanda Engine                              | Tonawanda            | Verenigde Staten    | Motoren | Geopend in 1937. |
| Trentham Assembly                             | Trentham             | Nieuw-Zeeland       | | Geopend in 1967. Gesloten in 1999. |
| Trollhättan Assembly                          | Trollhättan          | Zweden              | Saab 9-3, Saab 9-5 | Geopend in 1947. |
| Valencia Assembly                             | Valencia             | Venezuela           | Chevrolet Astra, Chevrolet Corsa, Chevrolet Impala, Chevrolet Kodiak, Chevrolet TrailBlazer, Suzuki Grand Vitara, Suzuki Wagon R                                              | |
| Van Nuys Assembly                             | Van Nuys             | Verenigde Staten    | Chevrolet Camaro, Pontiac Firebird | Geopend in 1947. Gesloten in 1992. |
| Warren Transmission                           | Warren               | Verenigde Staten    | Overbrengingen | Geopend in 1941. |
| Wentzville Assembly                           | Wentzville           | Verenigde Staten    | Chevrolet Express, GMC Savana | Geopend in 1981. |
| Willow Run Assembly                           | Willow Run           | Verenigde Staten    | Chevrolet Caprice, Chevrolet Corvair, Chevrolet Nova, Oldsmobile Custom Cruiser                                                                                               | Geopend in 1959. Gesloten in 1992. Anno 2012 is de site een onderhouds- en onderdelencentrum.                                                                             |
| Willow Run Transmission                       | Ypsilanti            | Verenigde Staten    | Overbrengingen | Geopend in 1953. |
| Windsor Transmission                          | Windsor              | Canada              | Overbrengingen | Geopend in 1963. |
| Woodville Assembly                            | Woodville            | Australië           | Holden | Geopend in 1923. Gesloten in 1990. |